# Taffelberget (stjärnbild)
För berget i Sydafrika, se Taffelberget.
Taffelberget (Mensa  på latin) är en liten stjärnbild på den södra stjärnhimlen. Den är en av de 88 moderna stjärnbilderna som erkänns av den Internationella Astronomiska Unionen.

## Historik

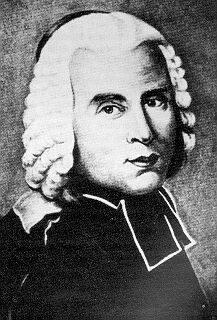
Nicolas Louis de Lacaille, astronomen som satte sin observationsplats på himlen..

Stjärnbilden var inte med när stjärnbilderna listades av astronomen Klaudios Ptolemaios på 100-talet e. Kr. i hans samlingsverk Almagest. 
Stjärnbilden skapades av Nicolas Louis de Lacaille under namnet Montagne de la Table (”Bordsberget”) till hans bidrag i Mémoirs d’Academie Royale des Sciences som utkom 1756. 1763 kom uppgifterna ut i hans egen publikation Caelum Australe Stelliferum (ungefär ”Södra stjärnhimlen”). Då var namnet latiniserat till Mons Mensae. Det är den enda moderna stjärnbilden som har en direkt koppling till ett geografiskt objekt på jorden. Namnet anspelar på platåberget Taffelberget i Sydafrika och valdes för att Lacaille gjort många av sina viktiga observationer av södra stjärnhimlen från detta berg.
Den brittiske astronomen John Herschel föreslog det kortare namnet Mensa, vilket vann insteg i och med British Association Catalogue 1845. Det latinska namnet betyder därför numera enbart ”bord”.

## Stjärnor

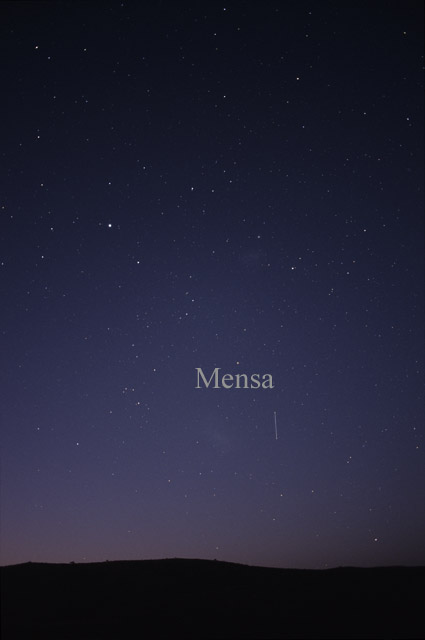
Stjärnbilden Taffelberget (Mensa) som den kan ses med blotta ögat.

Taffelberget är en av stjärnhimlens ljussvagaste stjärnbilder.
- α - Alfa Mensae är ljusstarkast med magnitud 5,09. Stjärnan är en gul dvärg i huvudserien av spektralklass G7 V.[2]
- γ - Gamma Mensae är en dubbelstjärna där huvudkomponenten är en orange jättestjärna av spektralklass K4 III. Den sammanlagda magnituden är 5,18.
- β - Beta Mensae är en gul jätte av spektralklass G8 III och magnitud 5,30.
- π - Pi Mensae är en gul underjätte av spektralklass G1 IV och magnitud 5,67. En exoplanet upptäcktes i oktober 2001, med en massa av åtminstone 10,27 gånger Jupiters. Det gör den till en av de mest massiva planeter som astronomerna känner till. Omloppstiden är 5,89 år.[7]
- W Mensae är en förmörkelsevariabel av RCB-typ. Den är belägen på 168000 ljusårs avstånd, i granngalaxen Stora magellanska molnet. Trots stjärnans stora luminositet är stjärnan på grund av avståndet bara av magnitud +13,4. I förmörkelsefasen når den +18,3.[8]

## Djuprymdsobjekt

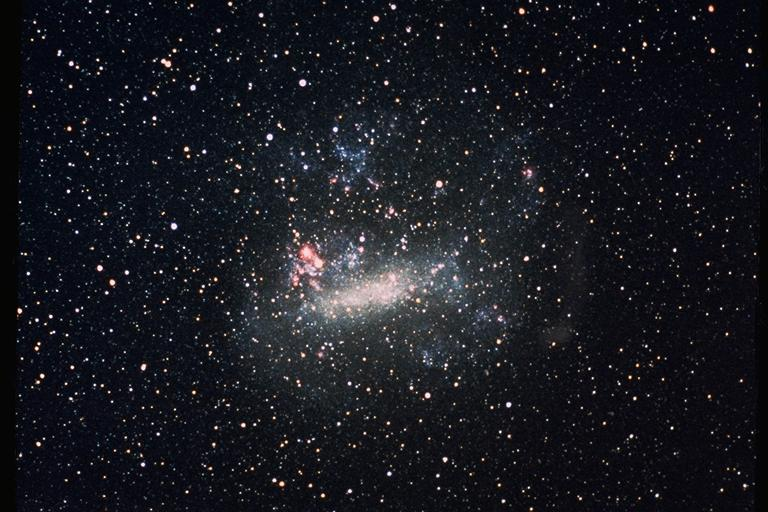
Stora magellanska molnet.

Stjärnbilden har några intressanta objekt, men innehåller inga Messierobjekt.

### Stjärnhopar
- NGC 1987 är en stjärnhop med magnitud 12,0.[10]

### Galaxer
- Stora magellanska molnet är en av våra närmaste galaxgrannar i rymden. Den är en oregelbunden dvärggalax som ses som en av Vintergatans satellitgalaxer. Med ett avstånd av 163000 ljusår är den tredje närmaste galax. Större delen av galaxen har sin utbredning i Svärdfisken.